# Eduardo Riedel

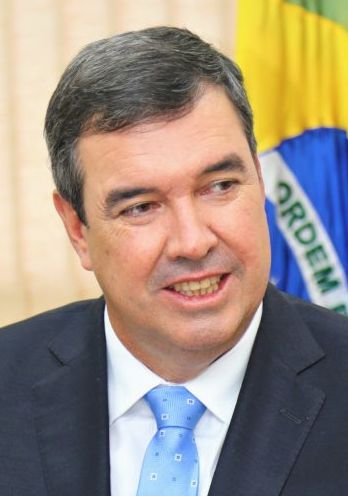
Eduardo Riedel, 2022

Eduardo Corrêa Riedel, bekannt als Eduardo Riedel (* 5. Juli 1969 in Rio de Janeiro), ist ein brasilianischer Unternehmer und Politiker, der dem Partido da Social Democracia Brasileira (PSDB) angehört. Er wurde bei den Wahlen in Brasilien 2022 zum 12. Gouverneur von Mato Grosso do Sul gewählt.

## Leben
Eduardo Riedel ist der Sohn von Nelson Riedel und Seila Garcia Côrrea. Seine Ausbildung erhielt er in Biologiewissenschaften an der Universidade Federal do Rio de Janeiro (UFRJ), zudem erreichte er den Magistertitel in Tierwissenschaften an der Universidade Estadual Paulista (Unesp) in Jaboticabal.

## Politische Laufbahn
Vom 1. Januar 2015 bis 22. Februar 2022 war er im Landeskabinett des Gouverneurs Reinaldo Azambuja der 20. Staatssekretär der Regierung und Strategische Maßnahmen in Mato Grosso do Sul (Secretário de Estado de Governo e Gestão Estratégica do Mato Grosso do Sul).
Vom 22. Februar 2022 bis 1. April 2022 war er der 27. Staatssekretär für Infrastruktur von Mato Grosso do Sul (Secretário de Estado de Infraestrutura  do Mato Grosso do Sul). Er gab dieses Amt im Rang eines Landesministers vorzeitig auf, da er bei der Gouverneurswahl in Mato Grosso do Sul 2022 kandidierte. Er erhielt im 1. Wahlgang am 2. Oktober 2022 361.981 oder 25,16 % Stimmen, weniger als sein Gegenkandidat Renan Contar, genannt Capitão Contar, des Partido Renovador Trabalhista Brasileiro (PRTB), der 384.275 oder 26,71 % der Stimmen erhielt. Im 2. Wahlgang am 30. Oktober 2022 war Riedel erfolgreich und kann am 1. Januar 2023 seinen Amtsvorgänger Reinaldo Azambuja ablösen. Als sein designierter Vizegouverneur war José Carlos Barbosa, genannt Barbosinha, von den Progressistas (PP) ebenfalls erfolgreich.
| Wahl        | Amt        | Partei | gewählt | Stimmen (2. Wahlgang) | Amtszeit          | Wahlbündnis                                                                                         |
| ----------- | ---------- | ------ | ------- | --------------------- | ----------------- | --------------------------------------------------------------------------------------------------- |
| Wahlen 2022 | Gouverneur | PSDB   | ja      | 808.210 (56,90 %)     | Ab 1. Januar 2023 | Wahlslogan: Trabalhando por um Novo Futuro Federação PSDB Cidadania, Republicanos, PP, PSB, PL, PDT |